# Erissus bateae
Erissus bateae là một loài nhện trong họ Thomisidae.
Loài này thuộc chi Erissus. Erissus bateae được Ilka Maria Fernandes Soares miêu tả năm 1941.